# Troupes spéciales du Levant
Les Troupes spéciales du Levant sont des unités militaires constituées durant la période du mandat français en Syrie et au Liban, en complément de l'Armée du Levant. Elles sont créées en 1930 en fusionnant les troupes auxiliaires (régulières) et les troupes supplétives. Composées de personnel recruté localement, ces troupes constituent ensuite la base des armées nationales du Liban et de la Syrie.

## Naissance
Les Troupes spéciales du Levant sont formées par l'arrêté no 3045 du 20 mars 1930. Le général Gamelin, commandant supérieur des Troupes du Levant, participe à leur création en lançant en 1927, après la répression de la Grande révolte syrienne, un plan de régularisation des troupes supplétives.
Selon l'historien Jean-David Mizrahi, les hommes des troupes supplétives sont recrutés par la France selon une logique communautaire, principalement «au sein des minorités ethniques ou religieuses : Kurdes, Tcherkesses, Ismaéliens et Druzes représentent ainsi 11 % de la population totale des États du Levant, mais 63,4 % des effectifs des escadrons légers ». En 1927, plus de 35 % des cadres syriens sont issus des troupes supplétives ; ce sont des chefs traditionnels kurdes, druzes ou tcherkesses ; « le pouvoir mandataire facilite en fait l’introduction de logiques communautaires au sein même de la hiérarchie militaire syro-libanaise», écrit J-D Mizrahi, « ce qui a des conséquences politiques considérables ».

## Organisation
Encadrées par des officiers et sous officiers français, libanais ou syriens formés à l'École militaire d'Homs elles comprennent en 1930, :  
- cavalerie :
  - quatre escadrons de ligne du Levant (ELL)[4],
  - vingt-deux escadrons légers du Levant,
    - dont huit escadrons tcherkesses et six escadrons druzes[4],

  - un escadron d'automitrailleuses de cavalerie,
  - un escadron d'automitrailleuses légères du désert,Méharistes des troupes spéciales à Palmyre en 1935.
- infanterie : 
  - huit bataillons du Levant (BDL),

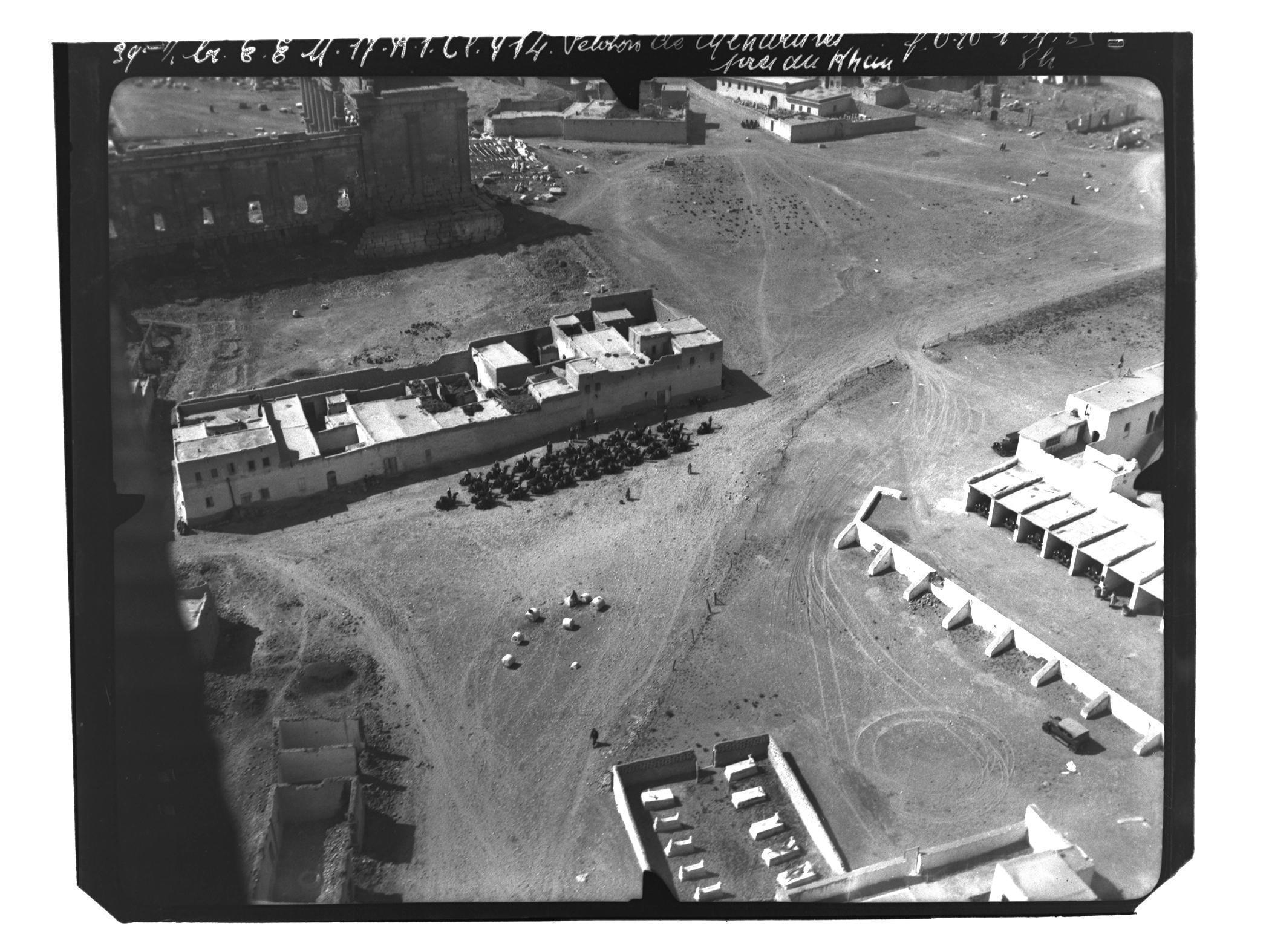
Méharistes des troupes spéciales à Palmyre en 1935.

  - deux bataillons de chasseurs du Liban (BCL),
  - trois compagnies de méharistes[5],
  - la musique des troupes du Levant.
- artillerie : 
  - une section d'artillerie à pied,
  - une section d'ouvriers d'artillerie.
- génie :
  - une compagnie de sapeurs-mineurs,
  - une compagnie de sapeurs-télégraphistes,
  - une compagnie de sapeurs de chemin de fer.
- train :
  - une compagnie de train hippomobile,
  - une compagnie de train automobile,
  - une section de secrétaires, plantons et ordonnances.
- aviation :
  - une section auxiliaire d'ouvriers d'aviation.

L'entretien des troupes spéciales est entièrement à la charge des États syriens et libanais,,.

## Recrutement

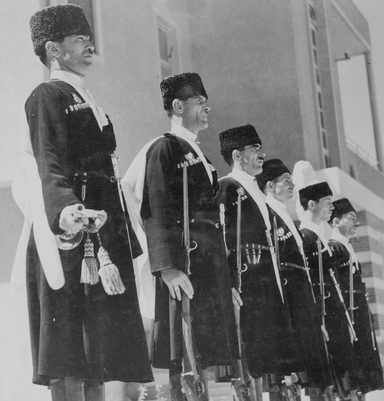
Garde tcherkesse du général Weygand, commandant les troupes du Levant, à Beyrouth en mai 1940.

Les troupes spéciales voient la surreprésentation de certaines minorités, comme les Druzes et les Alaouites par rapport à d'autres. Les Arabes sunnites syriens et libanais, dont les Français se mettent à craindre les aspirations nationalistes, deviennent progressivement de moins en moins nombreux à partir de 1933. Au sein de chaque minorité, les Français favorisent le recrutement dans les tribus et confédérations qu'ils jugent plus loyales ou plus efficaces militairement.

## Seconde Guerre mondiale
Au début de la Seconde Guerre mondiale, les troupes spéciales sont renforcées par le recrutement d'escadrons de partisans montés ou motorisés.
Les troupes spéciales participent à la campagne de Syrie, principalement aux côtés des forces vichystes commandées par le général Henri Dentz. Les négociations de l'armistice de Saint-Jean-d'Acre prévoient initialement de placer les troupes spéciales sous commandement britannique mais la France libre obtient finalement d'en prendre le contrôle. Officiellement dissoutes par ordre du général Dentz émis le 31 juillet 1941, les troupes spéciales sont recréées par ordre du commandant des forces françaises libres du Levant émis le 9 août 1941. Les soldats des troupes spéciales, dispersés par l'offensive britannique, sont rapidement rappelés pour recréer leurs unités mais la majorité de l'encadrement français, restée fidèle au régime de Vichy, a quitté le Levant.
En mars 1942, les troupes spéciales comptent 384 officiers (dont 29 français), 1 519 sous-officiers (dont 52 français) et 17 330 militaires du rang. Les effectifs totaux atteignent en 1944 23 000 hommes.

## Après les indépendances
Le 1er août 1945, les troupes spéciales passent sous le plein contrôle des gouvernements libanais et syriens.
L'Armée libanaise est organisée autour des ex-troupes spéciales libanaises, plutôt bien équipées et bien armées. À l'inverse les troupes spéciales syriennes sont victimes d'un taux de désertion très élevé, les soldats déserteurs ayant emporté avec eux armes et équipements.
Les militaires désirant continuer à servir au côté des Français peuvent signer un avenant à leur contrat d'engagement (c'est pour cette raison qu'ils sont dénommés « avenantaires »). En 1946, une partie des avenantaires décide finalement de rejoindre les Armées nationales ou d'être démobilisée. Environ 840 avenantaires et 1 500 membres de leurs familles quittent le Levant en juillet en même temps que l'Armée française. Ils rejoignent Madagascar, l'Afrique-Équatoriale française ou l'Afrique-Occidentale française.